# 林安可
林 安可（りん あんか、ウェード式：Lin An-Ko、1997年5月19日 - ）は、台湾（中華民国）台南市出身のプロ野球選手（右翼手）。左投左打。統一ライオンズ所属。

## 経歴
1997年（民国86年）5月19日に父親が台湾人、母親がアルゼンチン人の家庭で生まれ、小学4年生時に野球チームに入った。中国文化大学在籍時は主に投手として出場、卒業後に海外移籍を希望し、東北楽天ゴールデンイーグルスの入団テストを受けたが、契約迄には至らなかった。2019年7月に開かれたドラフト会議において統一7-ELEVEnライオンズから1位指名を受け、契約金530万台湾円、月給10万台湾円（金額は推定）という条件で入団した。

### 統一時代
投手として指名を受けたものの、主に右翼手起用された為、「投打二刀流」は翌年に再挑戦する事となった。新人王資格から外れる打席数に近づいた為、2019年9月20日に二軍へ降格となり、新人王資格を翌年にも持ち越しした。
2020年春季キャンプで投打二刀流に再挑戦したが、3月初旬時でのコーチ陣の評価は「コントールや球速について改善の余地があり、投手専門の選手と比べて一段落ちる」というもので、「投打二刀流」挑戦は翌年に持ち越しとなった。
2021年の春季キャンプでは「二刀流」に再挑戦せず、野手に専念した。

## 詳細情報

### 年度別打撃成績
| 年 度     | 球 団     | 試 合 | 打 席 | 打 数 | 得 点 | 安 打 | 二 塁 打 | 三 塁 打 | 本 塁 打 | 塁 打 | 打 点 | 盗 塁 | 盗 塁 死 | 犠 打 | 犠 飛 | 四 球 | 敬 遠 | 死 球 | 三 振 | 併 殺 打 | 打 率 | 出 塁 率 | 長 打 率 | O P S |
| --------- | --------- | ----- | ----- | ----- | ----- | ----- | -------- | -------- | -------- | ----- | ----- | ----- | -------- | ----- | ----- | ----- | ----- | ----- | ----- | -------- | ----- | -------- | -------- | ----- |
| 2019      | 統一      | 29    | 121   | 106   | 14    | 27    | 7        | 0        | 2        | 40    | 13    | 0     | 1        | 0     | 0     | 14    | 2     | 1     | 30    | 1        | .255  | .347     | .377     | .725  |
| 2020      | 統一      | 118   | 503   | 432   | 90    | 134   | 23       | 1        | 32       | 255   | 99    | 10    | 1        | 0     | 4     | 56    | 4     | 11    | 113   | 6        | .310  | .400     | .590     | .990  |
| 2021      | 統一      | 114   | 454   | 387   | 70    | 117   | 14       | 2        | 16       | 183   | 67    | 17    | 6        | 1     | 4     | 50    | 4     | 12    | 75    | 5        | .302  | .395     | .473     | .868  |
| 2022      | 統一      | 38    | 138   | 123   | 16    | 34    | 6        | 0        | 4        | 52    | 19    | 3     | 1        | 0     | 1     | 11    | 1     | 3     | 20    | 1        | .276  | .348     | .423     | .771  |
| 2023      | 統一      | 76    | 292   | 259   | 40    | 64    | 38       | 9        | 2        | 122   | 35    | 2     | 1        | 0     | 3     | 25    | 1     | 5     | 57    | 5        | .247  | .322     | .471     | .793  |
| 2024      | 統一      | 118   | 477   | 408   | 63    | 105   | 63       | 21       | 20       | 188   | 93    | 5     | 3        | 0     | 6     | 60    | 3     | 3     | 100   | 12       | .257  | .352     | .461     | .813  |
| 通算：6年 | 通算：6年 | 493   | 1985  | 1715  | 293   | 481   | 80       | 6        | 89       | 840   | 326   | 37    | 13       | 1     | 18    | 216   | 15    | 35    | 395   | 30       | .280  | .369     | .490     | .859  |

- 2024年度シーズン終了時
- 各年度の太字はリーグ最高

### タイトル
CPBL
- 最多打点：1回（2020年）
- 最多本塁打：1回（2020年）

### 表彰
CPBL
- 新人王：（2020年）
- ベストナイン：2回（外野手部門：2020年、2021年）
- 月間MVP：2回（野手部門：2021年10月、2024年3/4月）

### 記録
初記録
- 初出場・初先発出場：2019年8月10日、対Lamigoモンキーズ戦（花蓮県立徳興野球場）、3番・右翼手で先発出場
- 初打席：同上、1回裏にマイケル・ニックス（中国語版）に三振
- 初安打：2019年8月11日、対Lamigoモンキーズ戦（花蓮県立徳興野球場）、1回裏にマシュー・グリムス（中国語版）から２塁内野安打
- 初打点・初本塁打：同上、5回裏に頼智垣（中国語版）から左越3ラン

その他の記録
- オールスターゲーム出場：3回（2022年、2023年、2024年）

## 脚註